# Gouroum
Gouroum ou Groum est un village du Cameroun situé dans la région de l’Extrème-Nord, proche de la frontière tchadienne. Sur le plan administratif, le village de Gouroum fait partie du canton de Saavoussou et dépend de la commune de Guéré, département de Mayo-Danay.

## Situation géographique
Gouroum est localisé à 10° 06' 07" latitude Nord, 15° 25' 45" longitude Est à une altitude de 323 mètres.
Le climat est semi-aride (climat de steppe), sec et chaud. La température moyenne annuelle est de 28,5 °C. Le mois de janvier est le plus aride. La plupart des pluies surviennent en Août.    

## Population
La population de Gouroum essentiellement Massa était estimée en 1967 à 220  habitants. Le recensement de 2005 dénombre 1558 habitants.

## Village homonyme
Il existe un autre village de l'Extrème-Nord qui porte le nom Gouroum. Ce dernier est localisé dans le canton de Wouro Zangui, commune de Dargala, département de Diamaré.